# Rudolf Horvat (šahist)
Rudolf Horvat, hrvatski šahist. Jedan od boljih šahista u Hrvatskoj u Kraljevini Jugoslaviji i znamenitih imena hrvatskog šaha. Bio je jedan od najboljih šahista u državi. Dugo je pokušavao doći do naslova šahovskog majstora. Podijelio je 4. i 5. mjesto na prvenstvu Banovine Hrvatske u šahu 1940. godine. Bio je majstorski kandidat i nikad nije postao majstor, premda je igračkom kakvkoćom bio znatno iznad majstorskog naslova. Natjecao se na nakoliko završnih turnira prvenstva FNRJ, te brojne poluzavršnice. Cijelu je igračku karijeru igrao za ZŠK. Igrao je napadačkim načinom i po rješenjima Talj prije Mihaila Talja. U Hrvata je u briljancijama u šahu uz Horvata, Talju prethodio i Šubarić. U karijeri je pobijedio velika imena poput prvog hrvatskog velemajstora Miju Udovčića. Pobijedio ga je u Skandinavci čija završnica spada u najljepše hrvatske šahovske kombinacije 20. stoljeća. Horvatu su u Zagrebu posvetili sobu u šahovskom klubu.